# Liste der honduranischen Botschafter in Spanien
Die Liste der honduranischen Botschafter in Spanien enthält die honduranischen Botschafter in Spanien seit 1919.
Die honduranische Botschaft befindet sich auf dem Paseo de la Castellana, 164, zweite Etage rechts in Madrid. Der Botschafter in Madrid ist regelmäßig auch in Kairo und Rabat akkreditiert.
| Ernannt / Akkreditiert | Name                           | Bemerkung | in der Regierung von           | akkreditiert bei der Regierung von | Posten verlassen |
| ---------------------- | ------------------------------ | --- | ------------------------------ | ---------------------------------- | ---------------- |
| Okt. 1919              | Antonio Graiño y Martínez      | Konsul | Vicente Mejia Colindres        | Niceto Alcalá Zamora               | 1932             |
| 1932                   | Juan de Olózaga e Hidalgo      | Konsul | Juan Manuel Gálvez             | Francisco Franco                   |                  |
| 26. Feb. 1950          | Juan Valladares Rodríguez      | (* 24. Juni 1910 in Tegucigalpa; † 1996), 1949: Vicepresidente del Nationalkongress (Honduras). Werk: Oro de Honduras. Antología de Ramón Rosa, 1948, mit Rafael Heliodoro Valle: La Virgen de Suyapa, 1946. | Juan Manuel Gálvez             | Francisco Franco                   | 16. Sep. 1952    |
| 19. Juni 1955          | José Antonio Peraza            | [ 3 ] | Julio Lozano Diaz              | Francisco Franco                   |                  |
| 20. Dez. 1963          | Virgilio Zelaya Rubí           | escritor, poeta y periodista fue elegido Presidente de la Asociación de Prensa Hondurena durante dos períodos consecutivos así: 1959–1960. 1957–1963: während der „Segunda República“ der Regierung von José Ramón Villeda Morales wurde er, wie Eliseo Pérez Cadalso und zahlreiche andere oppositionelle Journalisten, inhaftiert. | Oswaldo López Arellano         | Francisco Franco                   | 5. Jan. 1972     |
| 1970                   | Juan Barón Lupiac              | Konsul | Oswaldo López Arellano         | Francisco Franco                   |                  |
| 1973                   | Óscar Acosta                   | (* 14. April 1933 in Tegucigalpa) | Oswaldo López Arellano         | Luis Carrero Blanco                | 1977             |
| 1981                   | Eliseo Pérez Cadalso           | (* 22. November 1920 in aldea Santa Teresa, jurisdicción de El Triunfo de Choluteca; † 1999) Fue hijo natural de María Pérez y Gustavo Cadalso Flores. 1979 Außenminister | Policarpio Juan Paz Garcia     | Leopoldo Calvo-Sotelo              | 1982             |
| 1984                   | Andrés Álvarado Puerto         | (* 21. Januar 1917 in Olanchito, departamento de Yoro) Sohn von Alejandrina Puerto del Arca und Andrés Alvarado Meléndez, mit Bertha de Alvarado Puerto verheiratet, 21. Dez. 1957 – 3. Okt. 1963: Außenminister, stellte José María Ruiz Mateos einen honduranischen Reisepass aus, wie dieser Mitglied von Opus Dei. | Roberto Suazo Córdova          | Felipe González                    | 8. März 1984     |
| 1. Nov. 1984           | Iván Romero Martínez           | [ 7 ] | Roberto Suazo Córdova          | Felipe González                    | 30. Apr. 1986    |
| 26. Nov. 1986          | Humberto López Villamil        | (*Santa Rosa de Copán) | José Simon Azcona Hoyo         | Felipe González                    | 28. Feb. 1989    |
| 19. Juli 1991          | René Arturo Bendaña Valenzuela | [ 9 ] | Rafael Leonardo Calleja Romero | Felipe González                    | 1992             |
| 15. Jan. 1993          | Jaime Ricardo Güell Bogran     | [ 10 ] | Rafael Leonardo Calleja Romero | Felipe González                    |                  |
| 16. Sep. 1994          | Edgardo Paz Barnica            | Doktor der Rechte der Universität Complutense Madrid von 27. Jan. 1982 – 27. Jan. 1986: Außenminister, Botschafter in Lima | Carlos Roberto Reina           | Felipe González                    | 1996             |
| 12. Juni 2003          | Aníbal Enrique Quiñónez Abarca | [ 12 ] | Ricardo Maduro                 | José María Aznar                   |                  |
| 2002                   | Leila Amalia Odeh de Scott     | [ 13 ] | Ricardo Maduro                 | José María Aznar                   | 2005             |
| 3. Juli 2006           | José Eduardo Martell Mejía     | (* 1942 in Santa Rosa de Copán) studierte an der Haager Akademie für Völkerrecht sowie 1974 in Caracas, übte den Beruf des Rechtsanwaltes aus, war auf internationales Recht spezialisiert. War 1996 Botschafter in Lima und dort Geisel bei der Geiselnahme in der japanischen Botschaft Lima 1996. Nachdem er sich auf die Seite des Putschisten Roberto Micheletti geschlagen hatte, wurde er von der Regierung José Luis Rodríguez Zapatero ausgewiesen. | Manuel Zelaya                  | José Luis Rodríguez Zapatero       | 19. Aug. 2009    |
| 10. Jan. 2011          | Norman García Paz              | Abitur auf dem Instituto Salesiano San Miguel, studierte 1961 Architektur auf dem Instituto Tecnológico de Monterrey. 1963 zog er in die USA 1968 schloss er ein Studium des Industrieingenieurwesens in an der California State Polytechnic University ab. 1973 fertigte er Vor und Machbarkeitsstudien für Industrieprojekte der Weltbank in Washington, D.C. 1982–1987 Geschäftsführer der Industria Hondureña de Televisión, S.A., 1998 bis 2000 Tourismusminister, 9. April 2003: Handels- und Industrieminister. Geschäftsführer der Fundación para la Inversión y Desarrollo de Exportaciones (FIDE). | Porfirio Lobo Sosa             | José Luis Rodríguez Zapatero       |                  |